# Angélique, az angyali márkinő
Az Angélique, az angyali márkinő (Angélique, marquise des anges) egy 1964-es francia film.

## Cselekmény
Első kalandja során Angélique-et akarata ellenére feleségül adják egy finom lelkű, de csúnya márkihoz, Jeoffrey de Peyrac-hoz. Angélique eleinte megtagadja a márkival való együttlétet, de később mégis megosztja ágyát a nemes lelkű férfival, aki rövidesen konfliktusba kerül mind az egyházzal, mind a királlyal, és végül máglyahalálra ítélik. Angélique ezután visszatalál ifjúkori szerelmeséhez.

## Szereplők
- Michèle Mercier : Angélique Sancé de Monteloup
- Robert Hossein : Jeoffrey de Peyrac
- Jean Rochefort : François Desgrez
- Giuliano Gemma : Nicolas Merlot alias Calembredaine
- Jacques Toja : XIV. Lajos
- Claude Giraud : Philippe de Plessis-Bellières
- Jacques Castelot : Toulouse érseke
- Charles Regnier: Conan Bécher
- Bernard Woringer : Bernard d’Andijos
- Robert Porte : Monsieur, a király fivére
- Madeleine Lebeau : la Grande Mademoiselle
- Philippe Lemaire : De Vardes
- François Maîstre: Condé hercege
- Geneviève Fontanel: Carmencita
- Jean Topart : M. Bourié
- Etchika Choureau: Hortense de Sancé
- Jacques Mignot : Raymond testvére
- Yves Barsacq: M. Fallot
- Bernard Lajarrige:  Sancé báró
- Jean Ozenne: Plessis-Bellières márki
- Alexandre Rignault: Guillaume Lützen
- Renate Ewert : Margot
- Pierre Hatet :  Germontaz lovag
- Robert Hoffman : Lorraine lovag
- Roberto : Barcarole
- Denise Provence: Barbe
- Jacques Hilling: M. Molines
- André Rouyer: Clément Tonnelle
- Black Salem : Kouassiba
- Claude Vernier : bíróság elnöke
- Rosalba Neri:  Polák
- Henri Cogan: Faseggű
- Serge Marquand: Jactance
- Monique Mélinand: Plessis-Bellières márkiné
- Pierre Bolo : esküdt
- Geymond Vital : Kirschner papa
- Sylvie Coste : Carmencita barátnője
- Albert Dagnant : svájci szökevény
- Michaël Munzer : Beau Garçon
- Paula Dehelly: Angélique nevelőnője
- Karlo kutyája: Sorbonne
- Claire Athana : Spanyolországi Mária Terézia francia királyné
- Georges Guéret : vásári kikiáltó
- Dominique Diamant : munkás, tanú
- Gaston Meunier : kurtizán
- Catherine Clarence : egy fiatal lány Plessis-Bellières-ből
- Ellen Bahl
- Noëlle Noblecourt
- Clotilde Vanesco
- Nicole Charrier
- Britt Semand
- Antonio Corevi
- Jean-Louis Jemma
- Jacques Thébault : Giuliano Gemma hangja
- Rosy Varte: Rosalba Neri hangja
- Michèle Montel : Renate Ewert hangja